# Harrisinopsis robusta
Harrisinopsis robusta är en fjärilsart som beskrevs av Jordan 1913. Harrisinopsis robusta ingår i släktet Harrisinopsis och familjen bastardsvärmare. Inga underarter finns listade i Catalogue of Life.